# آزمایش‌های غیرترپونمال سیفلیس
آزمایش‌های غیرترپونمال سیفلیس یکی از روش‌های آزمایش به شکل غیرمستقیم بیماری سیفلیس است. آزمایش‌های خونی سیفلیس قابل تقسیم به دو دستهٔ غیر ترپونمال و ترپونمال هستند. معمولاً در وهلهٔ اول از آزمایش‌های غیرترپونمال استفاده می‌شود، که شامل آزمایشگاه تجسس بیماری‌های آمیزشی (VDRL) و آزمایش‌های ریاگین سریع پلاسما است. البته، از آنجا که این آزمایش‌ها به ندرت از نوع مثبت کاذب هستند، برای تأیید این بیماری انجام آزمایش ترپونمال، از قبیل لختگی ذرات پلادیوم تریپونمال (TPHA) یا آزمایش جذب پادتن ترپونمال فلورسنت (FTA-Abs) مورد نیاز است. مثبت‌های کاذب در آزمایش‌های غیرترپونمال می‌توانند برخی از عفونت‌های ویروسی از قبیل آبله مرغان و سرخک، و همچنین لنفوم، سل، مالاریا، اندوکاردیت، بیماری بافت پیوندی و بارداری را نیز نشان دهند.